# Kemmental
Kemmental est une commune suisse du canton de Thurgovie, située dans le district de Kreuzlingen.

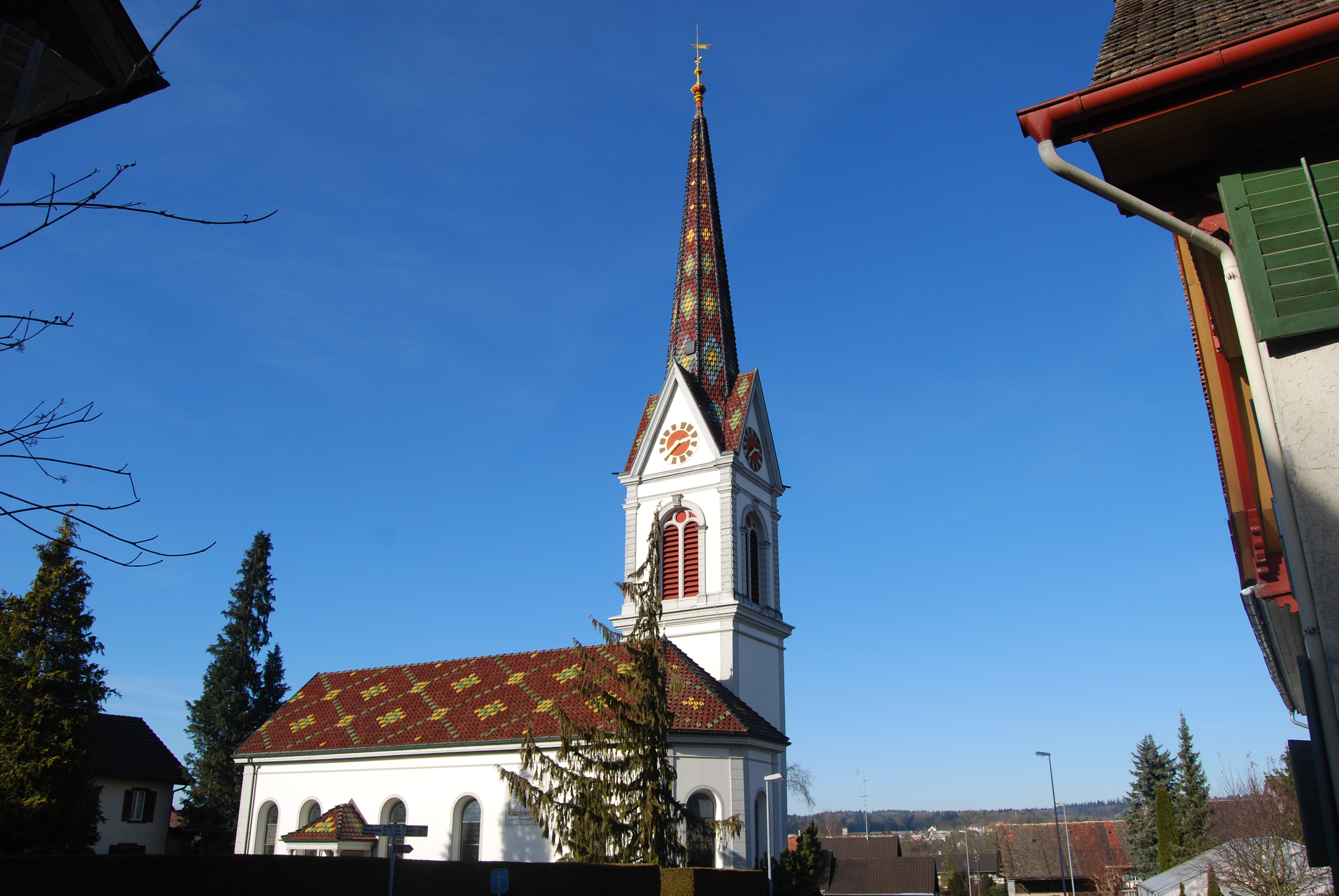
Hugelshofen (Kemmental).